# Shohei Otsuka
Shohei Otsuka (født 11. april 1990) er en japansk fodboldspiller, som spiller for den japanske fodboldklub SC Sagamihara.